# مردم‌پرنده‌شناسی
مردم‌پرنده‌شناسی (همچنین مردم‌شناسی پرندگان) (به انگلیسی: Ethnoornithology) مطالعه رابطه بین انسان‌ها و پرندگان است (از " قوم‌شناسی " - مربوط به مردم و فرهنگ - و " پرنده‌شناسی " - مطالعه پرندگان). این شاخه‌ای از مردم‌جانورشناسی و بنابراین از حوزه وسیع‌تر مردم‌زیست‌شناسی است. مردم‌پرنده‌شناسی موضوعی میان‌رشته‌ای است و دیدگاه‌های انسان‌شناسی، علوم شناختی و زبان‌شناسی را با رویکردهای علوم طبیعی برای توصیف و تفسیر دانش و استفاده مردم از پرندگان ترکیب می‌کند. مانند علوم مردم‌شناسی و دیگر اصطلاحات هم‌خانواده، "مردم‌پرنده‌شناسی" گاهی به‌طور محدود برای اشاره به عمل مردم به جای مطالعه آن عمل استفاده می‌شود. تمرکز گسترده‌تر بر چگونگی درک، استفاده و مدیریت پرندگان در جوامع انسانی، از جمله استفاده از آنها برای غذا، دارو و زینت شخصی، و همچنین استفاده از آنها در پیشگویی و آیین‌ها است. تحقیقات مردم‌پرنده‌شناسی کاربردی نیز نقش فزاینده‌ای در گسترش ابتکارات حفاظتی ایفا می‌کند.
کار رالف بولمر در گینه نو، که با همکاری وی با ایان سائم مجنپ در نگارش کتاب «پرندگان سرزمین کلام من» (۱۹۷۷) به اوج خود رسید، استاندارد جدیدی را برای تحقیقات قوم‌نگاری تعیین کرد و این کتاب به شایستگی به اثری کلاسیک در مردم‌پرنده‌شناسی نوین تبدیل شده است.